# サン＝ヴェランAOC
サン＝ヴェラン （Saint-véran）は、ブルゴーニュワインの1つ。
サン＝ヴェランを含む8か村からなる地区名AOCで、シャルドネ種による白ワインだけが認められている（発音は全く同じであるが、コミューン名はSaint-Vérand、ワインのAOC名はSaint-Véranで、最後のdを書かない）。ワインは明るい黄金色で、近くで作られるプイィ・フュイッセによく似ているが、やや軽く、おとなしい味わいである。日本人にとって、語感がやや堅い感じがするのか、あまり出回っていないが、価格も比較的安く、普通のマコンに比べればかなりこくがある。
白ワインは、マコンなどと同じく、マコネ地区産になるが、これらの村で作られる赤ワインは、ボジョレーワインとなり、8つの村の一つサン・タムール・ベルヴュ村は、クリュ・ボジョレーの一つAOCサン・タムールを生産している。